# Пейзаж з місячним сяйвом (Гверчіно)
«Пейзаж з місячним сяйвом» — картина італійського художника  Гверчіно (1591-1666). Зберігається в Національному музеї Швеції, Стокгольм.

## Пейзажі Гверчіно

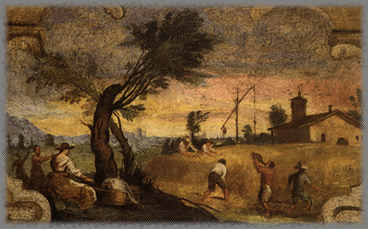
Жнива, бл. 1617, Ченто, Міська Пінакотека

В творчому доробку Гверчіно є декілька чистих пейзажів, що є показником засвоєння пейзажної тематики італійцями 17 століття в живопису бароко. Італійські художники добре знали пейзажі майстрів Нідерландів XVI століття і голландських майстрів XVII століття. До того ж, деякі майстри Північної Європи роками працювали в Італії і роками малювали пейзажі (Пітер Брейгель,Клод Лоррен, Адам Ельсгаймер, Ніколя Пуссен,Адріан Блумарт).Пейзаж, наприклад, добре доповнює характеристику моделі в «Портреті Давида Йоріса» пензля Яна Скореля, в портретах Дюрера, Мемлінга.
У Гверчіно небагато пейзажів. Але вони зустрічаються як у його фресках («Збирання стебел коноплі», «Жнива») так і в станкових композиціях. Пейзаж займає головне місце і в картині «Концерт», Уффіці, Флоренція.

## Пейзаж з місячним сяйвом
Палкий послідовник Караваджо, Гверчіно лише в пейзажах повністю відходив від заповітів і методів караваджизму. Здається, усю силу синіх фарб художник виплеснув на полотно, аби створити цю феєрію вечірнього неба. Стафажних постатей дуже мало. На присутність людей натякають лише човен та карета з панами, що поспішають до ночі доїхати до своїх осель. Після нагромадження людських тіл в релігійних композиціях Гверчіно, «Пейзаж з місчним сяйвом» дивує глибинами неба і красою природи. 